# STS-87
STS-87は、1997年11月19日に、ケネディ宇宙センターの第39発射施設から打ち上げられたスペースシャトルミッション。スペースシャトルの88回目の飛行とコロンビア24回目の飛行。ミッションの目標は、米国の微小重力ペイロード（USMP-4）を使用して実験を実施し、2つのEVAを実施し、SPARTAN-201実験を展開することであった。このミッションは、コロンビアからEVAが初めて実行されたことを示している。コロンビアのEVAは、もともと1982年にSTS-5で計画されていたが、宇宙服の問題のためにキャンセルされた。また、日本の宇宙飛行士である土井隆雄が実施した最初のEVAでもある。

## クルー
| 地位                      | 宇宙飛行士                                   | 宇宙飛行士                                   |
| ------------------------- | -------------------------------------------- | -------------------------------------------- |
| 船長                      | ケビン・R・クレーゲル 3回目の宇宙飛行        | ケビン・R・クレーゲル 3回目の宇宙飛行        |
| パイロット                | スティーヴン・W・リンジー 1回目の宇宙飛行    | スティーヴン・W・リンジー 1回目の宇宙飛行    |
| ミッションスペシャリスト1 | カルパナ・チャウラ 1回目の宇宙飛行           | カルパナ・チャウラ 1回目の宇宙飛行           |
| ミッションスペシャリスト2 | ウィンストン・E・スコット 2回目の宇宙飛行    | ウィンストン・E・スコット 2回目の宇宙飛行    |
| ミッションスペシャリスト3 | 土井隆雄, JAXA 1回目の宇宙飛行               | 土井隆雄, JAXA 1回目の宇宙飛行               |
| ペイロードスペシャリスト1 | レオニド・カデニューク, NSAU 1回目の宇宙飛行 | レオニド・カデニューク, NSAU 1回目の宇宙飛行 |

### バックアップクルー
| 地位                      | 宇宙飛行士                             | 宇宙飛行士                             |
| ------------------------- | -------------------------------------- | -------------------------------------- |
| ペイロードスペシャリスト1 | ヤロスラフ・プストヴィ 1回目の宇宙飛行 | ヤロスラフ・プストヴィ 1回目の宇宙飛行 |

### スペースウォーク
- スコットと土井– EVA 1
- EVA 1開始：1997年11月25日– 00:02 UTC
- EVA 1終了：1997年11月25日– 07:45 UTC
- 所要時間：7時間43分
- スコットと土井– EVA 2
- EVA 2開始：1997年12月3日– 09:09 UTC
- EVA 2終了：1997年12月3日– 14:09 UTC
- 所要時間：4時間59分

## ミッションのハイライト

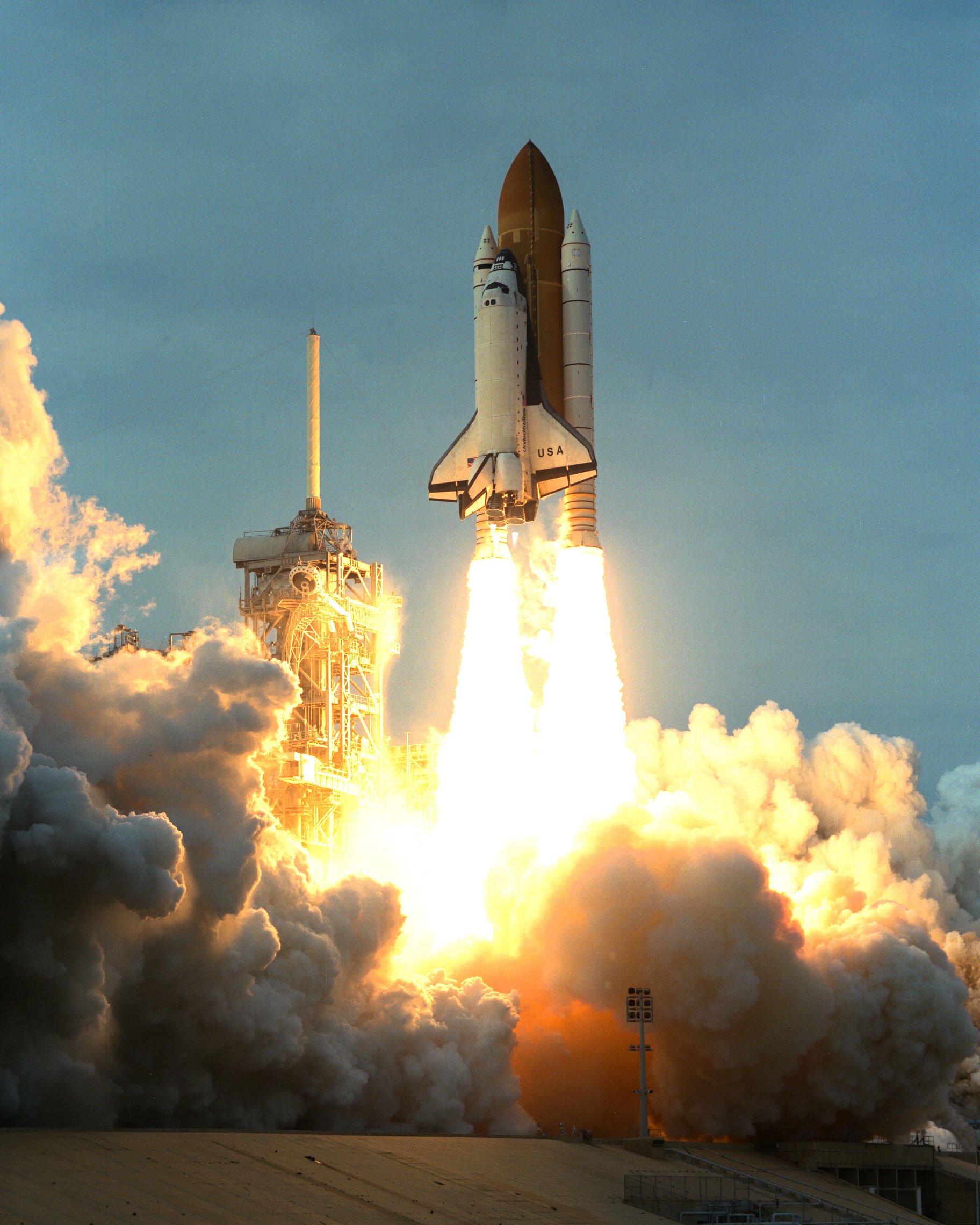
STS-87の発射

STS-87は、米国の微小重力ペイロード（USMP-4）、Spartan-201、軌道加速研究実験（OARE）、TEVAデモンストレーション飛行試験5（EDFT-05）、シャトルオゾンリム送信実験（SOLSE）、ループを飛行した。ヒートパイプ（LHP）、ナトリウム硫黄電池実験（NaSBE）、乱流GASジェット拡散（G-744）実験、および自律EVAロボットカメラ/スプリント（ AERCamスプリント）実験。ミッドデッキ実験には、ミッドデッキグローブボックスペイロード（MGBX）と共同ウクライナ実験（CUE）が含まれていた。

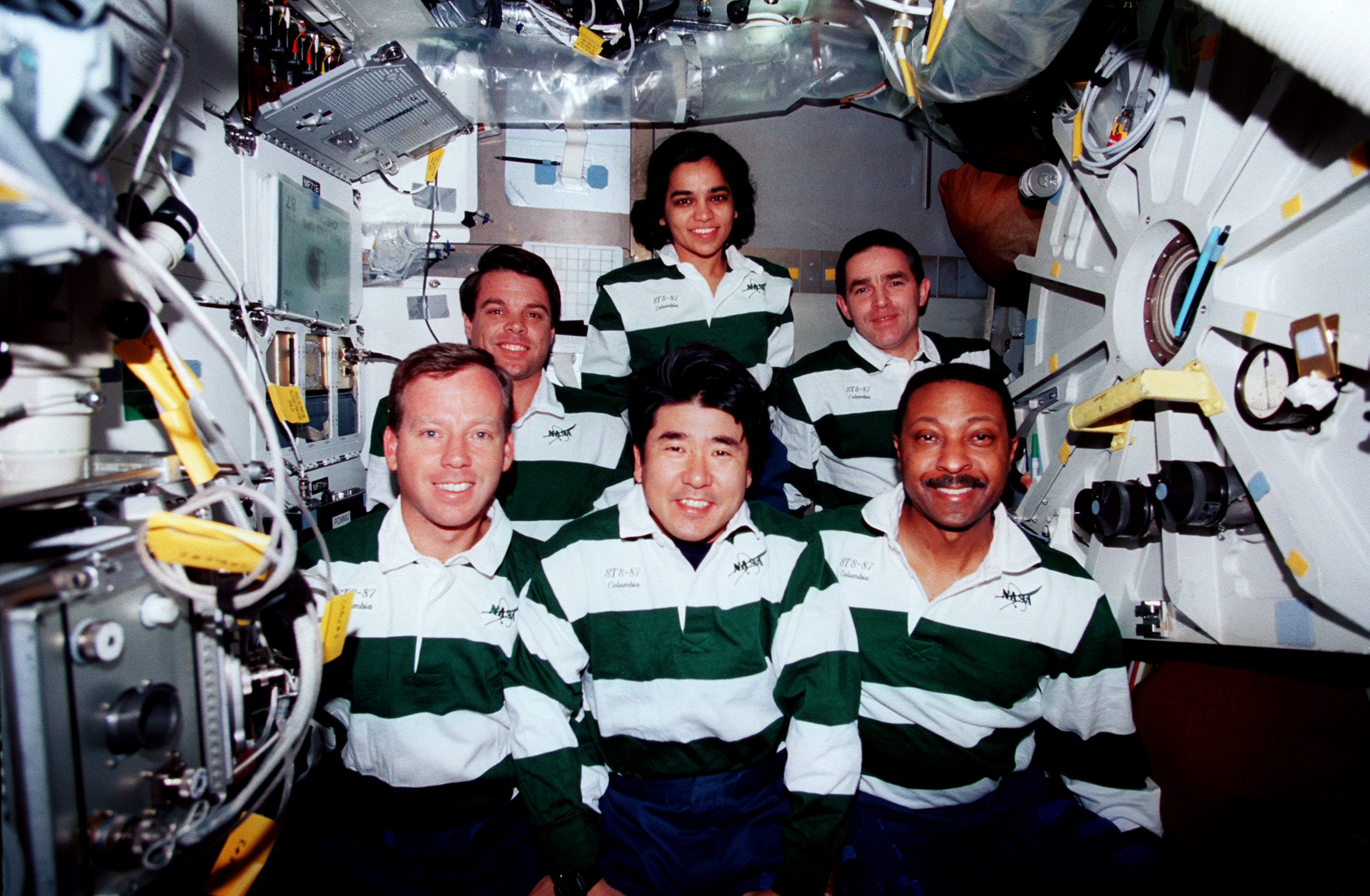
STS-87飛行中の乗組員の写真

### アメリカ合衆国の微小重力ペイロード
米国微小重力ペイロード（USMP-4）は、アラバマ州ハンツビルのマーシャル宇宙飛行センターが管理するスペースラブプロジェクト。微小重力研究実験の補足は、ペイロードベイ内の2つのミッション固有の実験サポート構造（MPESS）に分割された。 Extended Duration Orbiter（EDO）キットによって提供される拡張ミッション機能は、追加の科学収集時間の機会を提供する。

### スパルタン-201

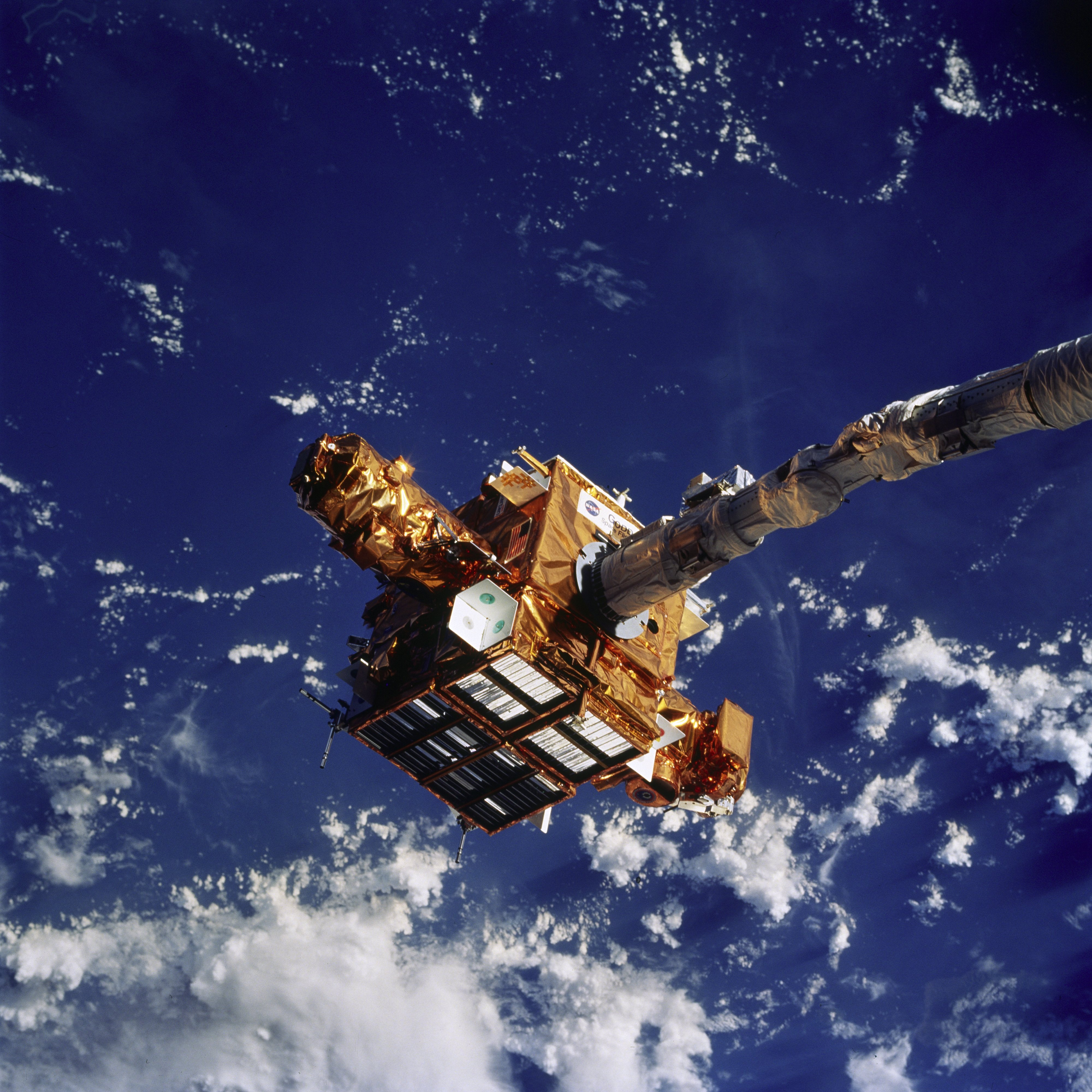
スパルタンの配備

スパルタン 201-04は、太陽の大気または太陽コロナの高温の外層のリモートセンシングを実行するように設計された太陽物理学宇宙船。軌道18に配備され、軌道52で回収されることが期待されていた。観測の目的は、恒星コロナの加熱と恒星コロナから発生する太陽風の加速を引き起こすメカニズムを調査することであった。二つの主要な実験は、スミソニアン天体物理観測所からの紫外線コロナ分光計と高地天文台からの白色光コロナグラフ（WLC）であった。スパルタン 201には3つの二次実験があった。スパルタンを増強する技術実験（TEXAS）は、将来のスパルタン・ミッションに基づいたコンポーネントの飛行体験と、主要なスパルタン 201実験とのリアルタイム通信および制御リンクを提供する無線周波数（RF）通信実験。このリンクは、リアルタイムでダウンリンクされたソーラー画像に基づいてWLCに微調整を提供するために使用された。ビデオ誘導センサー（VGS）飛行実験は、自動ランデブーおよびキャプチャ（AR＆C）システムの主要コンポーネントをテストするレーザー誘導システム。スパルタン補助取り付けプレート（SPAM）は、スパルタン飛行支持構造（SFSS）の小規模な実験または補助装置の取り付け位置を提供する小型装置取り付けプレート。これは、アルミニウム・コアによる実験的な炭化ケイ素アルミニウムフェースシート材料を使用したハニカムプレート。

### 自律型EVAロボットカメラ

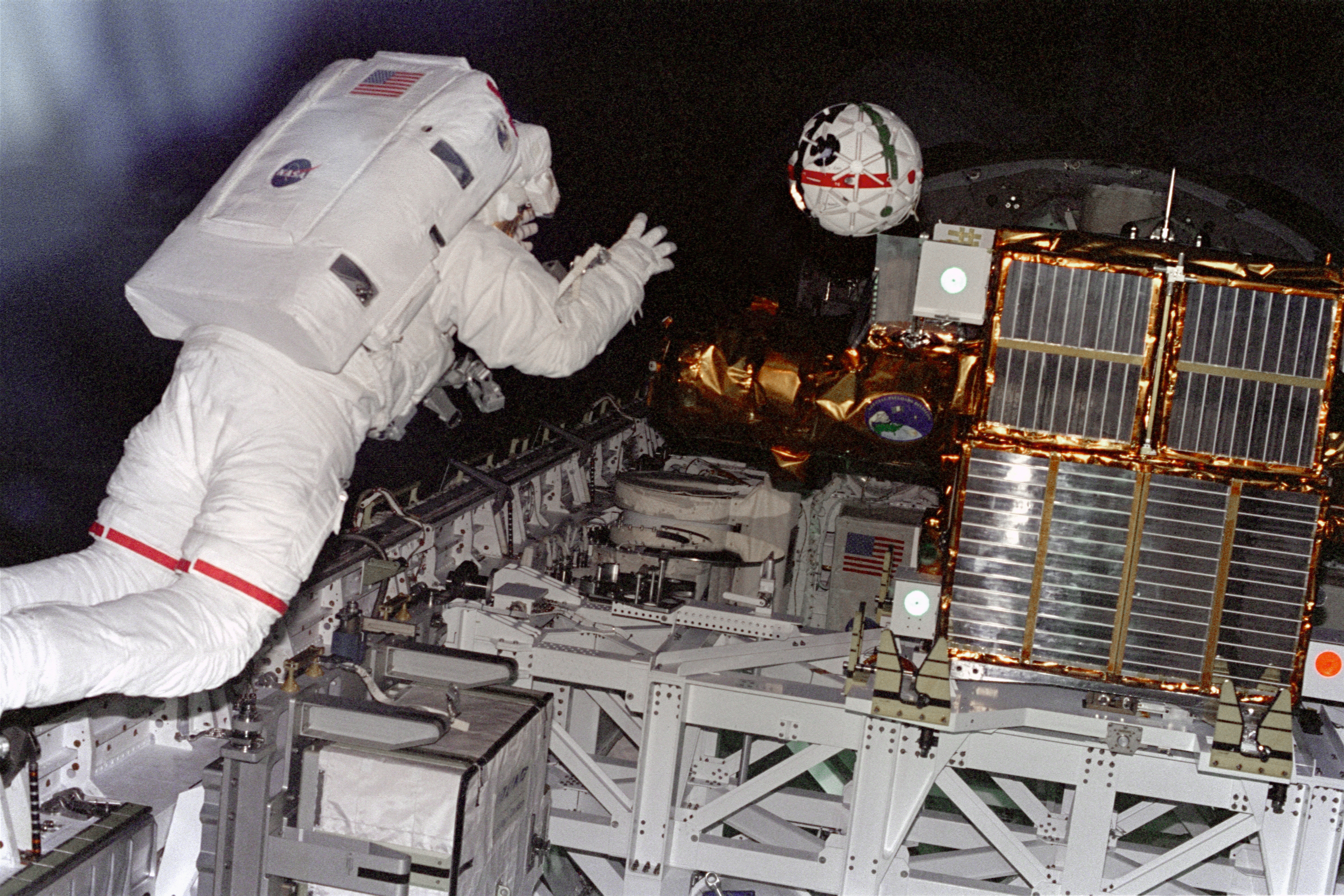
スプリントを回収するウィンストン・スコット

Autonomous EVA Robotic Camera / Sprint（AERCam / Sprint）は、宇宙船の外で使用するための小型で目立たない、自由飛行のカメラプラットフォーム。フリーフライヤーは、自己完結型の低温ガス推進システムを備えており、6度の自由制御システムで推進することができる。フリーフライヤーには、自動姿勢保持機能のデータを提供するレートセンサーが搭載され、AERCam / Sprintは球形の車両で、ゆっくりと動き、衝撃による損傷を防ぐために柔らかいクッション材で覆われている。設計哲学は、衝撃からエネルギーを吸収するメカニズムを提供しながら、速度と質量を低く保つことによってエネルギーを低く保つことであった。フリーフライヤープラットフォームは、小さなコントロールステーションを使用してオービターの内側から制御される。オペレーターは、単一のAid For EVA Rescue（SAFER）デバイスコントローラーからモーションコマンドを入力し、コマンドは、極超短波（UHF）範囲で動作する無線周波数（RF）モデムリンクを介して、制御ステーションからフリーフライヤーに送信される。

## 宇宙の漫画のキャラクター
このミッションは、宇宙に行くミッションのために漫画のキャラクターが作成されたこと、最初に実際に宇宙に飛んだこと、そして最初に安全に地球に戻ったことで、あまり知られていなかった。Enclosed Laminar Flames実験のスポンサー兼マネージャーであるルイス・ストッカーは、実験の省略形がELFであることに気づき、漫画シリーズエルフクエストの読者として、シリーズの作成者であるウェンディとリチャード・ピニにロゴの作成を依頼した。当初、彼はシリーズ独自のスターゲイザーであるスカイワイズを使用できることを望んでいたが、著作権の問題を回避するために、スターファイヤーと呼ばれる名前の実験記章に付随するユニークなキャラクターが作成された。